# 안성시

안성시의 신도심

안성시(安城市)는 대한민국 경기도의 최남단에 있는 시이다. 동쪽으로 이천시, 서쪽으로 평택시, 북쪽으로 용인시와 접하며, 남쪽으로는 충청남도 천안시, 충청북도 음성군, 진천군과 경계를 이룬다.강원특별자치도까지 이어지는 38번 국도, 천안에서 서울까지 이어지는 국가지원지방도 제23호선,경부고속도로, 중부고속도로,평택제천고속도로,와 제2경부 고속도로라 불리는 세종포천고속도로,등 전국의 모든 주요 고속가 연결 되어 있어 남북으로 관통하고 있다. 안성은 사통팔달 교통의 중심이자, 전국에서 가장 많은 9개의 인터체인지를 보유하고 있다.행정구역은 1읍 11면 33동의 도농복합시이다.
사통팔달 교통의 중심지 안성은 조선시대부터 전국 3대장(市場) 안성대구,전주와 함께 상업도시이자 최고의 장(市場)이자,1930년대 경기도에서 최초로 읍'으로 승격된 곳이 안성과 수원이다. 1983년 공화국 시절 주민의견수렴 및 동의없이 안성의 세수와 행정구역을 평택에 편입되어 인구가 줄었고,1990년 안성역이 폐선된 후 발전이 더뎌지는 고충이 있었다. 하지만 1998년 시'로 승격한 이후 부터 꾸준히 인구가 증가하고 있지만 고속도로와 특산품,호수,산,대학교,등을 제외한 그 이외 인프라는 없었다. 2000년대 들어서 공도가 읍'으로 승격하면서 안성시의 변화가 시작되었고, 2024년 기준 안성시 공도읍의 경우 전국 236개의 읍'중에 상위 10위안에 들어갈 정도로 발전을 했다. 안성시에서는 공도 인구 10만명을 준비하기 위해 공도시민청을 착공했고 2026년 완공예정이다. 2024년 기준 안성시는 안성의 일원인 5개 법정리를 포함하면 인구 32만명으로 추산한다.
공도와 더불어 대덕,보개,원곡,도 읍'으로 승격할 것으로 예측하고 있다. 공도의 경우 평택상수원 보호구역이 해제 된다면 인구는 3배 이상을 늘것으로 보고있고, 원곡의 경우 2025년 송탄취수장 해제가 예정되어 있어, 급속도로 발전할 것으로 보인다. 보개의 경우 K반도체 중심인 소부장특화단지 조성 위치로 인근에 세종간고속도로 안성맞춤IC와 양복지구 조성으로 16000세대가 조성 될 예정이다. 2024년 기준 안성시의 일원까지 인구를 합산한다면 34만명이다.
더불어 안성시의 호재는 2024년 기준 전국에서 가장 핫플레이스로 등극했다. 총3개의 철도 노선과 반도체와 현대차그룹 R&D 연구소가 안성제5산업단지에 조성된다. 2024년 10월4일 보도자료를 통해 현대차 배터리기술 연구소가 안성에 1조원을 투자한다고 발표했다.
철도의 경우 3개의 노선이 완공되면 향후 안성선 복원과 1호선 연장도 가능할 것으로 보인다. 동부권역인 죽산과 일죽은 아직 한강 수계지역으로 묶여있어 발전의 기약은 업다. 투기금지지역으로 묶여있는 것이나 다름이 없다. 죽산.일죽은 중부고속도로 중심이기 때문에 충분히 발전 가능성이 높지만 지켜봐야 한다. 앞으로 안성시에서는 스타필드가 있는 공도, 중앙대가 위치한 대덕,한경국립대가 위치한 아양신도시, 반도체 소부장특화단지와 양복지구 조성예정인 보개, 현대차 R&D 중심 연구소가 생기는 서운, 국내최고 휴게소가 생기는 고삼등 많은 발전과 변화가 될 예정이다.

## 지형
전체적으로는 동북이 높고 서남의 경사가 완만하여 남북으로 형성된 차령산맥은 지역을 동ㆍ서 양부로 나누는 분수령이 되어 동쪽으로는 청미천이 흐르고 서쪽으로는 안성천과 조령천, 한천이 합류하여 서해로 흘러 나간다. 남쪽으로 서운산(547m)이 충남북과 도계를 이루며 솟아있고 관내 전역에 크고 낮은 산들이 병풍처럼 에워싸고 있으며 남ㆍ서쪽으로 장년기 및 노년기의 구릉지이며 하천의 발달로 평야가 넓게 자리하고 있다.
충북 진천군과 접경에 있는 차령산맥줄기의 덕성산에서 세지맥으로 나누어 서쪽으로는 서운산(547m) 동쪽으로는 백운산 (345m),마이산(471m)과 연결되고 나머지 하나는 북쪽으로 뻗어 시내 한복판에 우뚝서있는 비봉산(230m)을 이룬 다음 시궁산(514m), 천덕산(355m), 덕암산(163m), 고성산(298m), 백련봉(239m)을 형성하고 있다.
산지의 면적은 안성시 전체면적의 약 52%나 되며, 쥐라기시대 이후 오랜동안의 침식으로 500m 전후의 구릉지로 이루고 있다.
안성시의 지질은 대부분 쥐라기의 대보화강암으로 구성되어 있다. 그러나 남쪽에는 선캄브리아기의 편마암과 북쪽은 단산층 군에 속하는 편암조가 일부 나타나고 있다. 죽산면, 금광면, 서운면은 선캠브리아기의 셰일과 사암의 교호층이 편마암화 작용을 받아 거의 현재와 같은 암상이 형성된 것으로 보이며 이 일대의 흑은모 편마암의 암상은 중립질로서 엽리가 잘 발달되어 있다.

## 기후
안성시는 중부 지방에 있어 북부와 남부 사이의 점이성 기후 형태로 나타나고 있으며 차령산맥에서 이어져 내려와서 드넓은 평야지대를 이르는 지형적 조건은 이곳 기후의 특색을 나타내 준다.
안성시의 10년간('90~'99) 년평균 강수량은 1,315.7mm로 벼농사 및 기타 작물재배에 적당하며 특히 벼농사의 경우는 연중 1,000mm 이상의 강우량이 필요한데 안성시의 경우 이 조건이 충족되어 있는 편이다.
더욱이 강수량의 대부분이 벼의 본격적인 생육기간인 6, 7, 8월에 집중되어 있기 때문에 양질의 경기미가 생산되고 있다.
안성시에 바람은 우리나라 전역과 같이 계절풍의 영향을 받는 지역이다. 겨울철의 계절풍은 주로 대륙방면에서 불어오는 북서계절풍으로 매우 차갑고 건조하여 맑은 날씨를 가져오게 하는 한편 혹독한 추위를 동반하는 것이 특징이다.
북서계절풍은 매년 조금씩 다르지만 대체로 9월부터 시작하여 11월에서 다음해 1월까지 고비를 이룬 뒤 3월경에 끝나게 된다.
안성시의 역대 최고 기온은 2019년 8월 당시 기록으로 볼 때 섭씨 40.2도까지 올라가면서 이는 이탈리아의 아레초의 최고 기록과 비슷한 수준에 이르고 있다.

## 역사
| Daedongyeojido (Gyujanggak) 14-05.jpg |  |
|                                       |  |

- 1895년 6월 23일(음력 윤5월 1일) 공주부 안성군으로 개편하였다.[1]
- 1896년 8월 4일 경기도 안성군으로 개편하였다.[2]
- 1914년 4월 1일 양성군(陽城郡), 죽산군(竹山郡)을 병합하여 12면으로 개편하였다.[3]
- 1914년 안성군의 백암면과 원삼면이 용인군'으로, 안성군의 입장면이 천안군'으로 각각 편입
- 1915년 6월 1일 죽일면을 일죽면으로, 죽이면을 이죽면으로, 죽삼면을 삼죽면으로 각각 개칭하였다.[4]
- 1931년 읍내면을 안성면으로 개칭하였다.
- 1937년 7월 1일 안성면을 안성읍으로 승격하였다.[5] (1읍 11면)
- 1937년 용인군'의 고삼면이 안성군 안성읍'으로 편입 예고 공표 (동아일보)
- 1963년 1월 1일 용인군 고삼면을 안성군으로 편입하였다.[6] (1읍 12면)
- 1983년 2월 15일 공화국 시절 주민의견 수렴없이 원곡면 용이리·죽백리·청룡리·월곡리와 공도면 소사리를 평택군 평택읍으로 강제 편입하였다.[7]
- 1987년 1월 1일 보개면 양복리 일부를 금광면에, 삼죽면 남풍리·동평리·가현리를 보개면에 편입하였다.[8]
- 1992년 9월 30일 이죽면을 죽산면으로 개칭하였다.[9]
- 1997년 6월 6일 보개면 가사리, 가현리와 대덕면 모산리, 건지리, 소현리 일부를 안성읍에 편입하였다.[10]
- 1998년 4월 1일 안성군 일원을 관할로 안성시가 설치되었다.[11] 안성읍을 안성1동, 안성2동, 안성3동으로 개편하였다. (12면 33법정동)
- 2001년 6월 1일 공도면을 공도읍으로 승격하였다.[12] (1읍 11면 3행정동)

## 행정 구역
안성시의 행정 구역은 1읍 11면 3행정동으로 구성되어 있으며, 면적은 553.47km2이다.
2024년 7월 기준 안성시의 주민등록 인구는 93,888세대, 192,262명이다.
| 읍·면·행정동 | 한자    | 인구    | 세대   | 면적 (km2) | 행정지도 |
| ------------ | ------- | ------- | ------ | ---------- | -------- |
| 공도읍       | 孔道邑  | 64,802  | 21,277 | 31.96      |          |
| 보개면       | 寶蓋面  | 6,337   | 2,682  | 53.01      |          |
| 금광면       | 金光面  | 8,520   | 3,528  | 71.71      |          |
| 서운면       | 瑞雲面  | 4,391   | 1,759  | 36.28      |          |
| 미양면       | 薇陽面  | 7,800   | 3,009  | 33.73      |          |
| 대덕면       | 大德面  | 18,429  | 8,197  | 31.16      |          |
| 양성면       | 陽城面  | 6,048   | 2,572  | 53.17      |          |
| 원곡면       | 元谷面  | 5,564   | 2,336  | 37.83      |          |
| 고삼면       | 古三面  | 2,170   | 960    | 27.79      |          |
| 일죽면       | 一竹面  | 9,171   | 3,692  | 55.54      |          |
| 죽산면       | 竹山面  | 7,914   | 3,580  | 57.26      |          |
| 삼죽면       | 三竹面  | 4,458   | 1,767  | 39.07      |          |
| 안성1동      | 安城1洞 | 12,773  | 5,223  | 6.55       |          |
| 안성2동      | 安城2洞 | 28,881  | 7,355  | 10.14      |          |
| 안성3동      | 安城3洞 | 23,316  | 7,827  | 8.27       |          |
| 총계         | 총계    | 192,437 | 93,888 | 553.47     |          |

## 인구
안성시의 연도별 인구 추이
| 연도   | 총인구    |  |
| ------ | --------- |  |
| 1966년 | 144,274명 |  |
| 1970년 | 132,685명 |  |
| 1975년 | 133,404명 |  |
| 1980년 | 127,891명 |  |
| 1985년 | 121,752명 |  |
| 1990년 | 118,260명 |  |
| 1995년 | 120,023명 |  |
| 2000년 | 132,906명 |  |
| 2005년 | 157,632명 |  |
| 2010년 | 175,824명 |  |
| 2015년 | 183,611명 |  |
| 2018년 | 194,765명 |  |
| 2024년 | 234,148명 |  |

1983년 강제편입된 안성의 행정구역 (소사,용이,죽백,월곡,청룡)의 인구를 합산하면 현재 2024년 안성시의 인구는 대략 30만명이 넘는다.
인구 기록을 보면,1983년대 세대수와 인구를 빼앗겨 인구가 줄고,다시 1990년 안성철도가 폐선된 후 1994년까지 안성의 인구는 인구가 약간 감소했었다.
2030년 안성시 인구 40만명을 넘을 것으로 예측한다.

## 산업

### 지역내 총생산
안성시의 2012년 지역내 총생산은 15조 8,109억원으로 경기도 지역내 총생산의 2.2%를 차지하고 있다. 이 중 농림어업(1차산업)은 7,096억원으로 비중이 가장 낮고 광업 및 제조업(2차산업)은 10조 3,018억원으로 65.16%의 비중을 차지하고 상업 및 서비스업(3차산업)은 4조 7,995억원으로 30.36%의 비중을 차지한다. 3차산업 부문에서는 건설업(3.94%)과 도소매업(3.36%), 사업서비스업(2.82%)과 전기·가스·증기 및 수도사업(2.42%)이 큰 비중을 차지하고 있다.

### 상주인구와 주간인구
안성시의 2010년 기준 상주인구는 174,760명이고 주간인구는 192,325명으로 주간인구지수가 110으로 높다. 통근으로 인한 유입인구는 19,974명, 유출인구는 10,666명, 통학으로 인한 유입인구는 10,641명, 유출인구는 2,384명으로 전체적으로 유입인구가 17,565명 적은데, 이는 산업시설이 많이 이전해온 수도권 외곽지역에서 공통적으로 나타나는 현상이다. 또한 안성은 평택상수원보호구역과 그린벨트로 인하여 개발제한으로 묶인 곳이 많다.
그리고 안성은 전입 전출이 상당한 지역이다.
매년 3만명 이상 전입이 되는데 그 만큼 다시 전출을 하고 있는데 최근 조금씩 인구가 늘고 있고 안성지역은 개통될 철도 노선이 3개가 있는데 착공이 들어가고 국가산단 반도체 클러스터 소부장특화단지 유치로 앞으로의 인구성장이 주목된다.
또한 안성 제5산업단지를 조성중인데 현대차 연구소가 들어올 예정이며, 동신산단에는 케이반도체의 일원이며 소부장특화단지가 2030년 완공 예정이다.

### 기업
안성시에는 1,2,3,4,5 산업단지를 비롯하여 많은 산업단지가 있어 크고 작은 기업들이 상당히 많다. 그중 대표적인 기업들로는 농심,롯데칠성,일동제약,쿠팡,성도ENG,현대자동차R&D,BMW,자동차경매장 등이 있다.
BMW의 경우 해외법인 중 전세계에서 가장크며 2024년 11월 1950억을 추가 투자하였다. 중고 롯데차 직영점이 안성에 있는데 전국에서 가장 큰 자동차 경매장이 안성에 있다.

## 교통

### 버스
- 광역버스 : 강남역까지 2개노선의 광역버스
- 시내버스 : 안성시의 시내버스
- 시외버스 : 안성종합버스터미널, 공도버스터미널, 대림동산시외버스정류장, 일죽시외버스터미널, 죽산시외버스터미널, 중앙대입구시외버스정류장

### 철도
과거 안성선이 있었으나 폐선되어 30년만에 철도 부활을 예고하고 있다.2024년 현재 강릉까지 가는 동서횡단 고속철도 노선과 동탄와 청주공항까지의 수도권 내륙선 고속철도, 수도권전철 경강선이 안성까지 연장 발표된 상황2024년 또한 GTX-A가 안성까지 연장되는건 시간 문제

### 도로
고속도로
- 경부고속도로 : 안성 나들목
- 중부고속도로 : 일죽 나들목
- 평택제천고속도로 : 송탄 나들목, 안성 분기점, 서안성 나들목, 남안성 나들목, 남안성 분기점
- 세종포천고속도로 : 남안성 분기점, 안성맞춤 나들목, 고삼 나들목
- 평일 버스전용차로 : 안성 나들목까지 연장 2024년 3월7일 부터 시행 경부고속도로

국도
- 국도 제17호선, 국도 제34호선, 국도 제38호선, 국도 제45호선

지방도
- 국가지원지방도 : 국가지원지방도 제23호선, 국가지원지방도 제57호선, 국가지원지방도 제70호선, 국가지원지방도 제82호선, 국가지원지방도 제84호선
- 지방도 : 지방도 제302호선, 지방도 제306호선, 지방도 제318호선, 지방도 제321호선, 지방도 제325호선, 지방도 제329호선

## 출신 인물
- 김수로 : 배우
- 최일구 : 앵커, 전 기자
- 남경민 : 배우
- 신문선 : 축구 해설가
- 안소영 : 리포터
- 염수정 : 천주교 추기경
- 이상숙 : 배우
- 이한택 : 천주교 주교
- 황은성 : 안성시장
- 김학용 : 국방위원장
- 이해구 : 두원공대 총장

## 행정 조직
시장은 정무직 공무원으로, 부시장은 지방부이사관으로 보한다.

### 부시장
- 정책기획담당관
- 홍보담당관
- 감사법무담당관
- 민자사업개선추진단
- 행정복지국 : 행정과, 복지정책과, 사회복지과, 가족여성과, 세무과, 회계과, 교육체육과, 정보통신과, 토지민원과
- 산업경제국 : 창조경제과, 문화관광과, 농업정책과, 축산정책과, 환경과, 자원순환과, 산림녹지과
- 안전도시국 : 도시정책과, 도시개발과, 안전총괄과, 건설과, 교통정책과, 건축과

### 직속기관
- 안성시보건소 : 보건위생과, 건강증진과
- 안성시 농업기술센터 : 농업지원과, 기술보급과, 소득기술과

### 사업소
- 안성시 상수사업소
- 안성시 하수사업소
- 안성시립도서관

### 하부 행정기관
- 안성1동행정복지센터
- 안성2동행정복지센터
- 안성3동행정복지센터
- 공도읍행정복지센터
- 고삼면행정복지센터
- 금광면행정복지센터
- 대덕면행정복지센터
- 미양면행정복지센터
- 보개면행정복지센터
- 삼죽면행정복지센터
- 서운면행정복지센터
- 양성면행정복지센터
- 원곡면행정복지센터
- 일죽면행정복지센터
- 죽산면행정복지센터

## 문화·관광
장인의 혼이 살이 있는 세계적인 안성맞춤 도시 라는 말 처럼, 2024년 12월 3번의 도전 끝에 수도권 유일 대한민국 대표 문화도시로 지정을 받았다.
안성은 과거부터 남사당 바우덕이를 시작으로 박두진,조병화 , 김대건신부, 염수정 추기경 등 수 많은 문학인과 예술인, 종교인을 배출했다.
지금도 안성에는 댄스와 예술을 하는 젊은이들이 많다.
안성시는 안성맞춤 남사당 풍물공연을 포함하여 안성맞춤박물관, 태평무전수관, 미리내성지, 서일농원, 칠장사 등을 하루에 둘러 볼 수 있는 문화관광 투어 버스를 매주 토요일에 운영한다.
- 안성남사당전수관: 보개면 소재. 4월~10월까지 매주 무료로 남사당 공연이 열린다.
- 안성술박물관: 금광면 소재. 2004년 11월에 개관하였고 술 관련 자료 4만건이 전시되어 있다.[19]
- 안성팜랜드: 공도읍 소재. 12월~2월은 겨울놀이 축제, 3월은 냉이캐기, 4월~6월은 호밀밭·초원축제, 7월~8월은 썸머쿨축제, 9월~11월은 가을목동 페스티벌축제를 하고 승마체험 등 여러 체험을 할 수 있으며 개장시간은 10 ~ 18시이다.
- 스타필드안성: 수도권 남부 최대 복합 쇼핑몰이며, 안성시 공도읍 안성IC 옆에 위치해 있다.

### 축제
- 안성맞춤남사당바우덕이축제(9월경)
- 죽주문화축제 (4월경)
- 안성맞춤포도축제 (9~10월경)
- 공도문화축제 (10월경)
- 안성맞춤마라톤대회 (10월경)

## 교육 기관

### 대학교

#### 국공립대학교
- 한경국립대학교
- 한국폴리텍대학 반도체융합캠퍼스

#### 사립대학교
- 중앙대학교 다빈치캠퍼스

#### 사립전문대학
- 동아방송예술대학교
- 두원공과대학교 안성캠퍼스

### 고등학교
| - 가온고등학교 - 경기창조고등학교 - 두원공업고등학교 | - 안법고등학교 - 안성고등학교 - 안성여자고등학교 | - 일죽고등학교 - 죽산고등학교 - 한겨레고등학교 |

## 자매도시
| 지역 & 국가 | 도시 | 도시 |
| ----------- | ---- | ---- |
| [[\|]]      |      |      |
| [[\|]]      |      |      |
| [[\|]]      |      |      |
| [[\|]]      |      |      |
| [[\|]]      |      |      |

 [[|]]
rowspan=2
[[파일:
|25px]]
- 대한민국 서울특별시 종로구
- 대한민국 부산광역시 사하구
- 대한민국 제주특별자치도 서귀포시

- 중화인민공화국 광둥성 허위안시
- 미국 캘리포니아주 브레아

### 우호도시
| 지역 & 국가 | 도시 | 도시 |
| ----------- | ---- | ---- |
| [[\|]]      |      |      |
| [[\|]]      |      |      |
| [[\|]]      |      |      |
| [[\|]]      |      |      |
| [[\|]]      |      |      |

- 러시아 벨로고르스크
- 베트남 뚜옌꽝성
- 중화인민공화국 쑤이화시
- 몽골 아르항가이주
- 필리핀 일로일로

## 같이 보기
- 대한민국의 설치순 도시 목록
- 대한민국의 지리